# Pierre Letourneur
Pierre-Prime-Félicien Letourneur o Le Tourneur (Valognes, 9 de junio de 1737 - París, 24 de enero de 1788) fue un hombre de letras y traductor francés, famoso por haber sido el primero en traducir el teatro completo de William Shakespeare al francés.

## Biografía
Estudió en Coutances y luego vivió en París, donde fue censor real, secretario de la Biblioteca Real y en algún momento secretario personal del conde de Artois, futuro Luis XVIII.
Obtuvo un gran éxito con su primera traducción, los Pensamientos nocturnos del prerromántico Edward Young (1769), y de nuevo con su versión en prosa del teatro completo de Shakespeare entre 1776 y 1783 (20 vols.). Sin embargo, en el prefacio que puso a este trabajo atacó el clasicismo del normativo teatro clásico francés, lo que le valió el reproche de Voltaire de haber sido injusto con la literatura francesa. Su trabajo con Young también fue criticado por Bertrand Barère en su libro Les Beautés poétiques d'Young (1804). 
En su versión de Shakespeare fue ayudado por dos anglófilos franceses: Jean Fontaine-Malherbe y el conde Jacques de Catuélan, aunque sin ser acreditados más que en los volúmenes iniciales. La traducción, sin embargo, que tuvo éxito, no se mantuvo como una versión de referencia sino después de numerosas correcciones y revisiones y hasta mediados del siglo XIX, en que ya parecía desfasada. El estilo ha sido descrito como armónico y fácil, pero no exento de cierto énfasis y rebuscamiento.
También tradujo en cuatro volúmenes las Meditaciones sobre los sepulcros de James Hervey (1770) con un apéndice que incluía a un poeta de temática semejante, Thomas Gray; y las Poesías galesas de Ossian (1777), obras todas que recibieron igualmente una gran acogida por el público, ansioso de nuevos temas y nuevas formas poéticas. Por eso se le considera uno de los introductores en Francia del prerromanticismo.

## Obras

### Traducciones
- Les Nuits et Œuvres diverses d'Young, Paris, 1769-70, 4 vols.
- Méditations sur les tombeaux, de James Hervey, 1770.
- Histoire de Richard Savage, suivie de la vie de Thomson, de Samuel Johnson, 1771.
- Théâtre de Shakespeare, 1776-1783, 20 vols. en octavo.
- De l'Évidence de la religion chrétienne de David Jennings (1802).
- Ossian, fils de Fingal, poésies galliques, 1777.
- Clarisse Harlowe, de Samuel Richardson, 1784-87, 10 vols. en octavo.